# Chinese Box
Chinese Box ist ein US-amerikanisch-französisch-japanisches Filmdrama von Wayne Wang aus dem Jahr 1997. Grundlage ist der Roman Kowloon Tong des amerikanischen Schriftstellers Paul Theroux. Theroux war auch am Drehbuch des Films beteiligt.

## Handlung
Der Film entfaltet mindestens neun verschiedene Geschichten auf sehr unterschiedlichen Ebenen.
Zum einen John als Reporter, der versucht, interessante Szenen auf den Straßen Hongkongs einzufangen und sich einredet, dass seine Arbeit seinem Leben einen greifbaren Sinn gibt.
Zweitens gibt es Vivian, die versucht, ein Gleichgewicht im Leben zu finden, die versucht, dem Untergrund zu entkommen, dem sie einst angehörte, und ihre Vergangenheit zu vergessen, aber sie wird bei ihren Versuchen durch Vorurteile behindert, die in der chinesischen Gesellschaft (einschließlich Hongkong) Jahrtausende zurückreichen.
Drittens ist da (noch) Vivian, die die Chance hat, die meisten ihrer Probleme abzulegen, indem sie einfach John heiratet und mit ihm nach England zieht. Auch wenn sie versucht ist, dies zu tun, weiß sie, dass dies nur ein Weglaufen vor dem Kern des Problems wäre und keine langfristige Lösung sein könnte, vor allem wegen ihrer unterschiedlichen kulturellen Hintergründe und vielleicht auch wegen einer subtilen Unsicherheit in Bezug auf Johns Ex-Frau und sein früheres Leben.
Viertens ist da Jean mit ihrer eigenen Geschichte und mit einer für Hongkong typischen Hier-heute-wer-weiß-wohin-morgen-Haltung sie lebt den Moment, genießt und leidet zugleich und verkörpert ein perfektes Spiegelbild des modernen Lebens, wie man es vor allem im Hongkong der späten 1990er Jahre so leicht sehen kann. Sie kennt alle Arten von Nöten, die das Leben mit sich bringt, und ist mit ihrem etwas entstellten Gesicht intensiver gezeichnet als die meisten, weiß aber auch, wo sie die Grenze ziehen muss, um sich zu verkaufen. John versucht, ihr zu helfen, tut dies aber auf eine unehrliche Art und Weise, was sie sehr enttäuscht. Laut einer Notiz im Abspann des Films wurde Jeans Geschichte von einer Kurzgeschichte der amerikanisch-britischen Autorin Rachel Ingalls inspiriert.
Fünftens sind da noch John und Jim. Sie stehen sich nahe, verstehen sich gut und haben genug Humor und Sarkasmus, um sowohl die guten als auch die schlechten Tage durchzustehen. Auch wenn sich ihre Lebensauffassungen deutlich unterscheiden, schafft ihre Liebe zum Beruf (Journalismus) ein starkes Band wahrer Freundschaft.
Sechstens ist da Chang, ein Mann der Macht, der eine hohe Position innehat, aber in seinem Herzen ein Weichei ist. Sein immenser Reichtum kann nicht ersetzen, was ihm an Persönlichkeit fehlt. Er hat kein Charisma, keine Moral, keine Fürsorge und existiert nur auf seinem imaginären Thron der Überheblichkeit und des Status. Obwohl er sich für Vivian schämt, liebt er sie, aber auf eine erbärmliche, feige Art und Weise. Er ist sehr darauf bedacht, sein „Gesicht zu wahren“ und kann kein Gleichgewicht in seinem Leben finden (weder beruflich noch privat). Er willigt ein, Vivian zu heiraten, betrügt sie aber, indem er nur eine Scheinhochzeit arrangiert, damit sie ein paar Bilder hat, die sie ihrer Familie schicken kann. Vivian verbrennt alle Fotos und akzeptiert die Vorstellung, dass sie niemals glücklich oder frei sein wird.
Als siebtes sind da noch John und Vivian. Eine Geschichte über wahre Liebe, die einfach nicht sein soll. Nicht, weil sie es nicht wollen, sondern wegen der Zwänge der Gesellschaft, in der sie leben.
Achtens ist da (wieder) John, der mit seiner eigenen Sterblichkeit konfrontiert ist, der er sich plötzlich stellen muss.
Neuntens ist da der politische Aspekt, dass Hongkong politisch wieder ein Teil Chinas wird, was (zu der Zeit) eine große Unsicherheit war.

## Kritiken
James Berardinelli schrieb auf Reel Views, der Film würde wahrscheinlich nicht der letzte Film bleiben, der die Übergabe Hongkongs thematisiere. Es sei jedoch zweifelhaft, ob ein anderer Film so viele „erstklassige Talente“ vor und hinter der Kamera versammeln würde. Der Film sei dennoch inkonsequent und enttäuschend.
Das Lexikon des internationalen Films schrieb: „Gefühle werden verschleiert oder verdrängt, in Hongkong zählt nur das Geschäft, das auch auf Kosten der Freiheit weiter betrieben wird. So stellt der Regisseur, der selbst Amerikaner chinesischer Herkunft ist, das Hongkong der Gegenwart dar. Der improvisatorische Stil von Kamera und Darstellung verdeutlichen den Zustand der Orientierungslosigkeit; neben drastischen metaphorischen Szenen stehen solche voller Zärtlichkeit, die aber nur flüchtig bleiben können.“

## Auszeichnungen
Graeme Revell gewann den Golden Osella der Internationalen Filmfestspiele von Venedig 1997, Wayne Wang wurde für den Goldenen Löwen nominiert. Wayne Wang wurde 1997 außerdem für die Goldene Ähre der Semana Internacional de Cine de Valladolid nominiert.

## Hintergrund
Der Film wurde in Hongkong gedreht. Er hatte seine Weltpremiere am 4. September 1997 auf den Internationalen Filmfestspielen von Venedig. Am 9. September 1997 wurde er auf dem Toronto International Film Festival vorgestellt. Der Film spielte in den Kinos der USA ca. 2,2 Millionen US-Dollar ein.
2007 legte Wang einen Director’s Cut des Filmes vor, der in Deutschland erstmals auf den Hofer Filmtagen im Oktober zu sehen war.